# 道の駅伊豆のへそ
道の駅伊豆のへそ（みちのえき いずのへそ）は、静岡県伊豆の国市にある国道414号の道の駅である。

## 概要
国道414号に面してはいるがいるが高低差があり直接入れないためわずかにわき道に入った場所にある。
北隣にある、時之栖が運営するIZU VILLAGE（旧「IZU・WORLD みんなのHawaiians」「伊豆洋らんパーク」）という複合レジャー施設と一体化している。

## 歴史
- 2005年（平成17年）8月10日 - 道の駅に登録される。
- 2015年（平成27年）1月30日 - 伊豆道の駅ネットワークとして近隣の道の駅8駅とともに「伊豆半島の特色ある「道の駅」が連携しブランド化」を理由に重点道の駅に選定される[1]。
- 2018年（平成30年）11月23日 - 「伊豆いちごファクトリー」を中心にリニューアルオープン。

## 施設

### 二代目
2018年11月23日、三島市の「伊豆・村の駅」が運営する「伊豆いちごファクトリー」を中心にリニューアルオープン。北隣のIZU VILLAGEの南端にも「伊豆・村の駅」の「伊豆のへそ店」を同時オープンした。
主な施設
- 駐車場
  - 普通車：68台
  - 大型車：22台
  - 身障者用 : 5台
- トイレ
  - 男：大 5器、小 16器
  - 女：15器
- 観光案内所 : 10時 - 16時
- いちごBonBonBERRY伊豆の国factory「旧：伊豆いちごファクトリー」
  - 物販（お土産コーナー） : 9時 - 17時
  - ボンボンベリーカフェ（カフェコーナー） : 平日10時 - 17時　土日祝日9時 - 17時（ラストオーダー16時30分）
  - ボンボンベリースタンド（ソフト/ドリンクコーナー） : 平日10時 - 17時　土日祝日9時 - 17時
- （「伊豆・村の駅」伊豆のへそ店（9時-17時））

### 初代
2005年に伊豆の国市などが出資する第三セクター「大仁まごころ市場」が開設。
建物は木造・プレハブ平屋建てで、前部にはウッドデッキが張り出した形で付属しており、天気が良ければここに置かれた椅子で、売店で販売されているソフトクリーム（青薔薇風味やワサビ風味などがある）を食べることも可。
建物内には伊豆方面の観光案内所や土産物屋があるほか、「情報館」と銘打たれたところでは伊豆で行われた映画やテレビドラマなどのロケ撮影に関する情報が展示されており、この中ではこれら作品で実際に使われたセットの一部や小道具・大道具なども展示されている。特に伊豆半島は東京圏からほど近い地域ながらも、自然と海の景観が豊富であるためロケ撮影などにしばしば利用されるが、現地でエキストラなどを動員することもあるようで、同道の駅展示物に交じってエキストラ申込用紙なども、作品ファン向けの自由帳とともに置かれている。
主な施設
- 駐車場
  - 普通車：52台
  - 大型車：14台
  - 身障者用 : 2台
- トイレ
  - 男：大 7器（2器）、小 19器（3器）
  - 女：19器（4器）
  - 身障者用：2器（1器）

※（）内は24時間使用可能
- 公衆電話
- 喫茶店
- 売店
- 情報コーナー

## 休館日
- 年中無休

## アクセス
- 国道414号 - 登録路線
- 国道136号

## 周辺
- 田京駅
- 伊豆韮山反射炉（産業遺産）